# Thorailles
 Thorailles  es una población y comuna francesa, situada en la región de Centro, departamento de Loiret, en el distrito de Montargis y cantón de Courtenay.

## Demografía
| 77 | 62 | 58 | 73 | 85 | 83 |
| Para los censos de 1962 a 1999 la población legal corresponde a la población sin duplicidades (Fuente: INSEE [Consultar]) |    |    |    |    |    |